# Marfranc
Pour l’article homonyme, voir Fort Marfranc.

Marfranc ou Grande Rivière (surnommée "Cité Des Lumières") est une commune d'Haïti située dans le département de Grand'Anse, arrondissement de Jérémie.
Elle est créée comme nouvelle commune par décret du 22 juillet 2015 du président Joseph Michel Martelly.

## Monuments et Sites

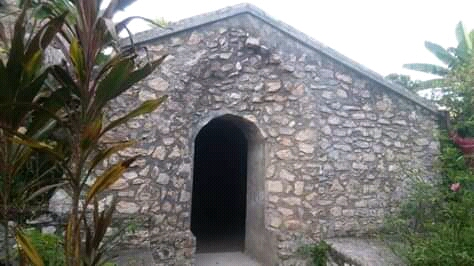
Fort Marfranc

Le Fort Marfranc fait partie d'une vingtaine d'ouvrages militaires construits sur le territoire d'Haïti après l'indépendance en 1804 : ce système défensif était dirigé contre un éventuel retour des Français, anciens maîtres de la colonie de Saint-Domingue.
La forteresse surplombe la ville de Jérémie. C'est Laurent Férou, un des chefs des insurgés haïtiens contre les Français, qui dirige la construction de ce fort dont il choisit l'emplacement.
Le fort a été construit sur les vestiges de l'ancienne maison de maître d'un officier français de la première compagnie de gendarmes, le capitaine Marfranc, qui servit également sous les ordres du général polonais Wladyslaw Jablonowski. Le fort s'étend également sur l'emplacement des anciennes cases d'esclaves.
Aujourd'hui, Marfranc, (Mafran en créole), est une commune de l'arrondissement de Jérémie
Dans l'enceinte de cette forteresse a été enterré un des signataires de l'acte d'indépendance d'Haïti, Laurent Férou, le créateur de ce fort, né sur l'habitation Pinot aux Côteaux, mort à Jérémie en 1806.
Le Fort Marfranc est aujourd'hui presque entièrement détruit.

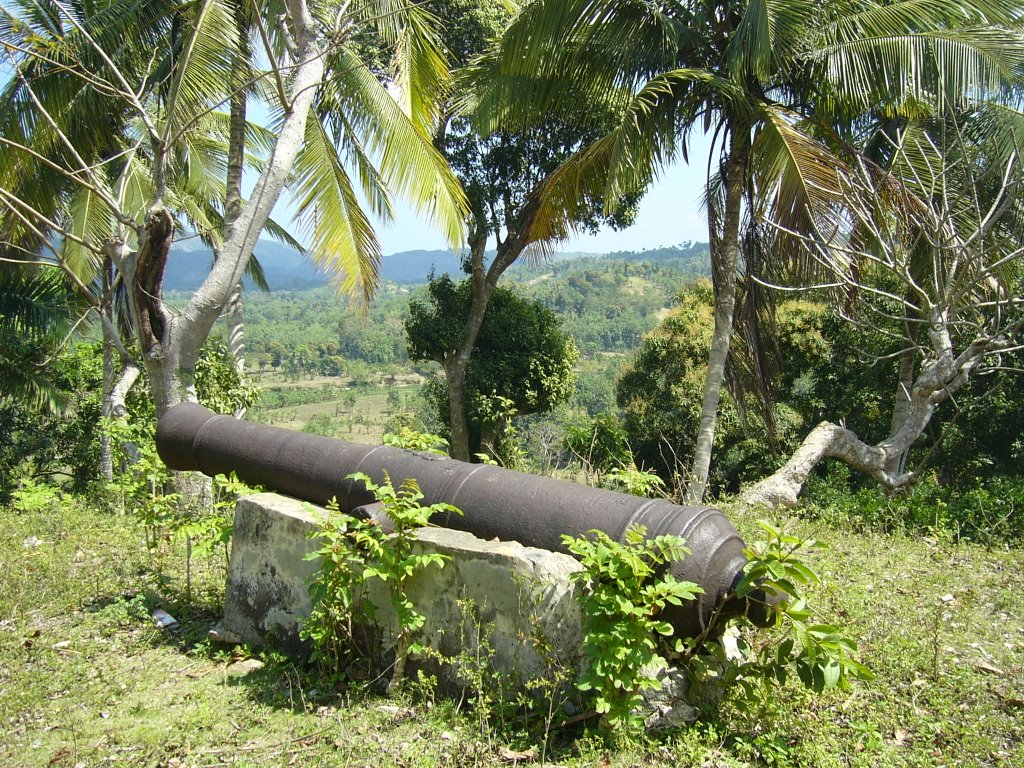
Un canon à Fort Marfranc

## Administrations
La commune est composée des sections communales de :
- Marfranc (1 ère section)

- Ravine-à-Charles (2 ème section)

- Îles-Blanches (3 ème section)

## Économie
L'économie locale repose sur l'agriculture : la production de café, de cacao, de canne à sucre, de caoutchouc, de figues bananes et plantain, de maïs, de haricots, d'ignames, de l'arbre à pain, de manioc doux et mangues.

## Média

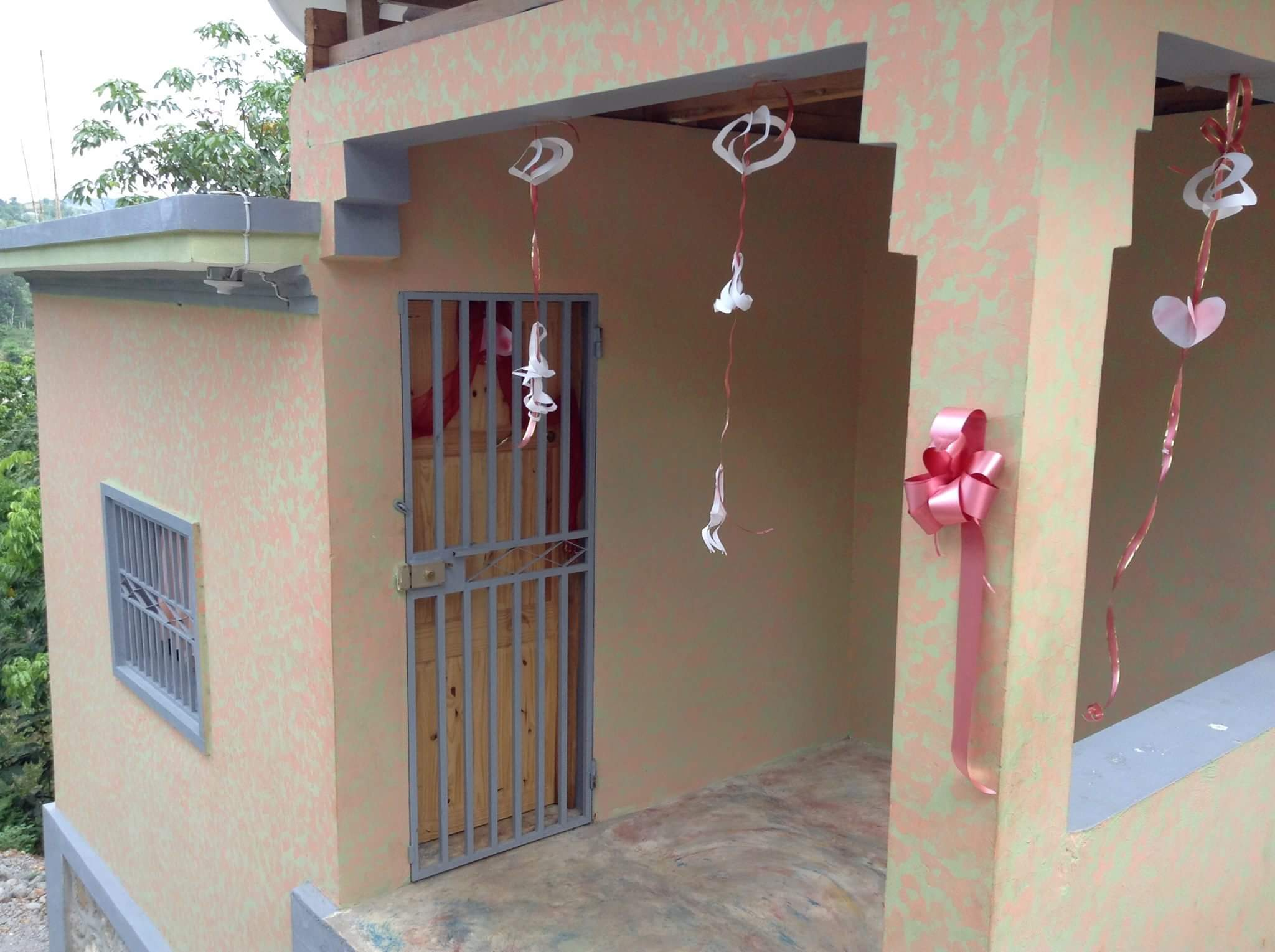
Radio Vision Populaire

- Radio Vision Populaire (98.1 FM) est la seule station de radio qui existe à Marfranc. Elle fut créée en 2012 par Vilex Plaisir.

- MarfrancMag  est un média haïtien qui se concentre sur la publication de nouvelles et d'analyses sur les événements locaux et nationaux. Il s'efforce de fournir des informations approfondies et pertinentes sur divers domaines, notamment la politique, l'économie, la société et la culture, afin de tenir ses lecteurs informés des développements significatifs.

## Associations
- Marfranc vers l'avant est fondé par un groupe de jeunes visionnaires dans le but de promouvoir les valeurs socio-culturelles de la commune.
- ORM (Organisation pour le Relèvement de Marfranc) est une organisation socio-politique existant dans la commune.
- New life for Haiti (en créole Nouvel vi pou Ayiti) est un organisme socio-éducatif qui existe dans la communauté, il vient en aide aux enfants qui n'ont pas assez de moyens pour aller à l'école.

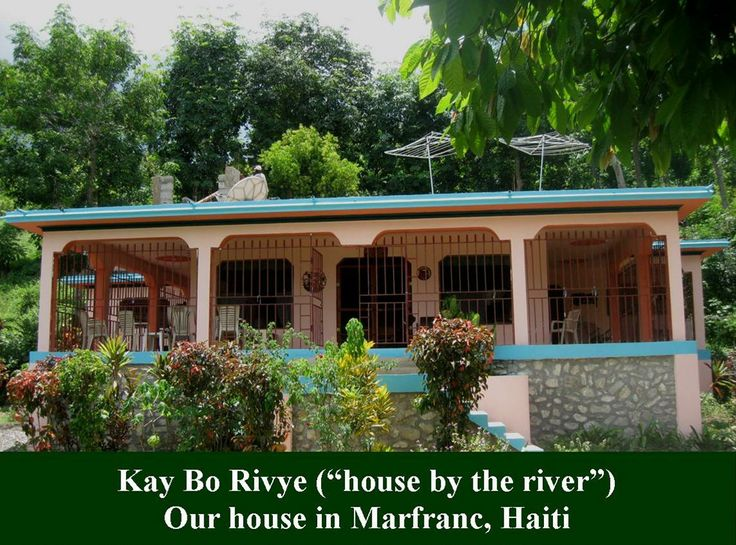
Kay bò rivyè (New life for Haiti)- Marfranc connexion, la plus ancienne structure assure la connexion des filles et fils de Marfranc. Administré Par Jean Ricot Pierre, membre fondateyr avec les autres adm Luckman Bonhometre, Junior Thelisma va de bon train.

## Éducation

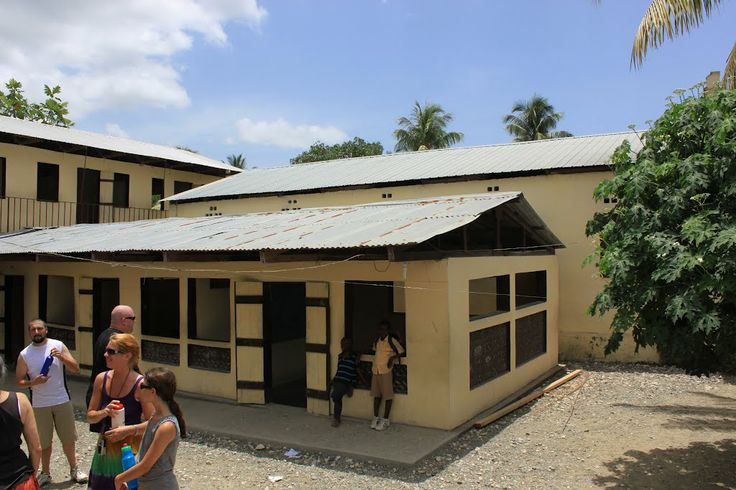
Collège Bon Berger M.E.B.S.H Marfranc

Plus d'une dizaine d'écoles primaires (Kindergarten à la 6e A.F.) et Secondaires (de la 7e A.F. à la Philo).
Le Lycée national de Marfranc, le Lycée communal, EFACAP, EFA, Collège Bon Berger MEBSH, Collège Sainte-Thérèse, Collège Maranatha, Collège Hadem, Collège St Joseph, Collège Martial Barthelemy, École Gethro Julien, École Galileen, École Espérance, École Nationale de Lifranc, École Nationale de Campagne, École Nationale de Quinton, École Espoir de Marreaux.
L'École Normale d'instituteurs, dirigée par la congrégation des Sœurs -les Filles de Marie, dessert les finissants classiques aspirants à devenir professeurs.

## Religions

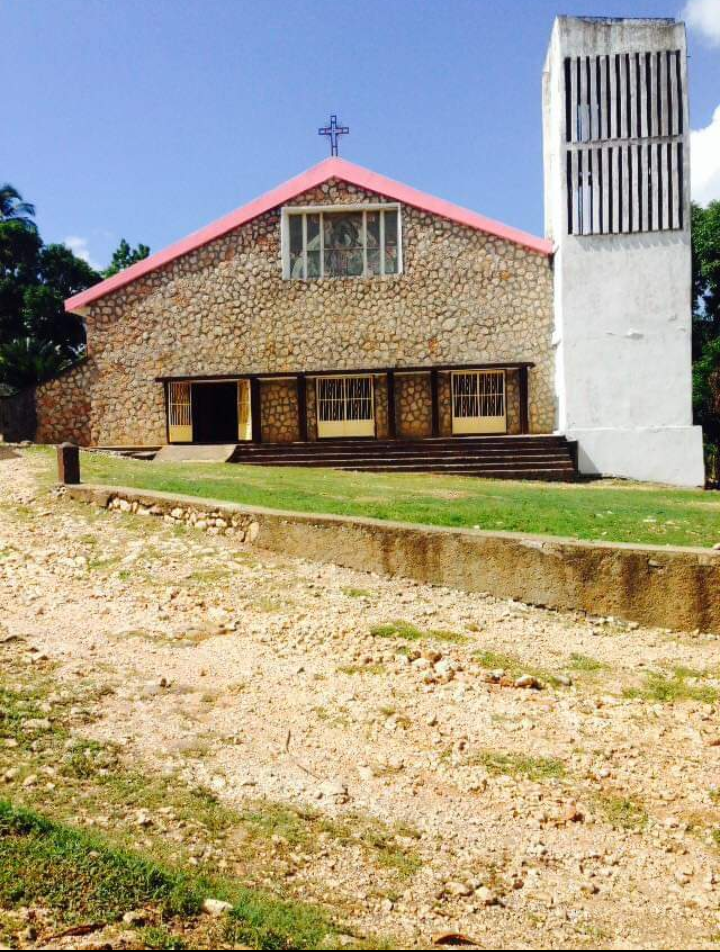
Chapelle Sainte Thérèse de l'enfant Jésus de Marfranc

Le secteur protestant est le plus répandu via plusieurs églises, telles que : L'Église Baptiste MEBSH, l'Église de Dieu, Église La Foi des Apôtres, Église Bon combat de la foi, Église Communaute chrétienne de Gélin, Église Chrétienne de Tessier, Église par la Foi, Église MEBSH de Quinton, Église de Dieu Eben-ezer de Fraise.
Le secteur catholique est moins répandu via la chapelle Sainte-Thérèse, et ceux de Trippier, Didon et Lory.
On y trouve une assemblée de confession adventiste.

## Culture
La fête patronale de Sainte-Thérèse, le 1er octobre, attire beaucoup de fidèles et de visiteurs.
Des programmes estivals sont toujours au rendez-vous : Fête théâtrale, championnat de football.

## Démographie
La commune est peuplée de 31,750 habitants  recensement par estimation de 2015).

## Galerie de photographies

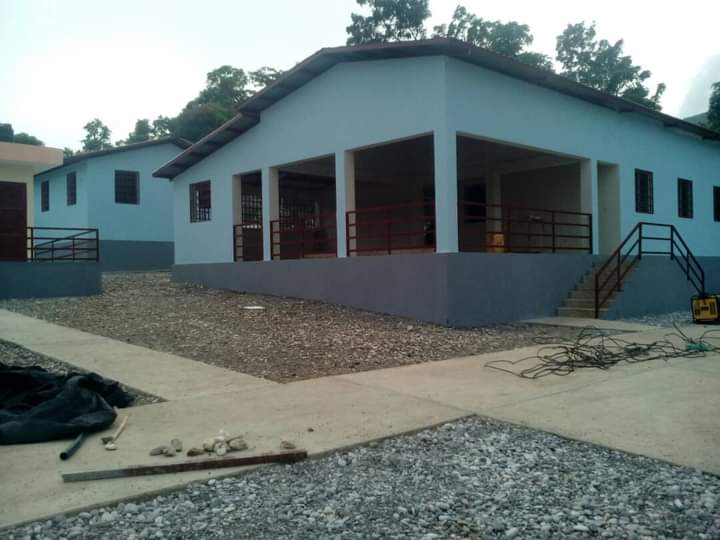
Centre Germoplaste de Marfranc.
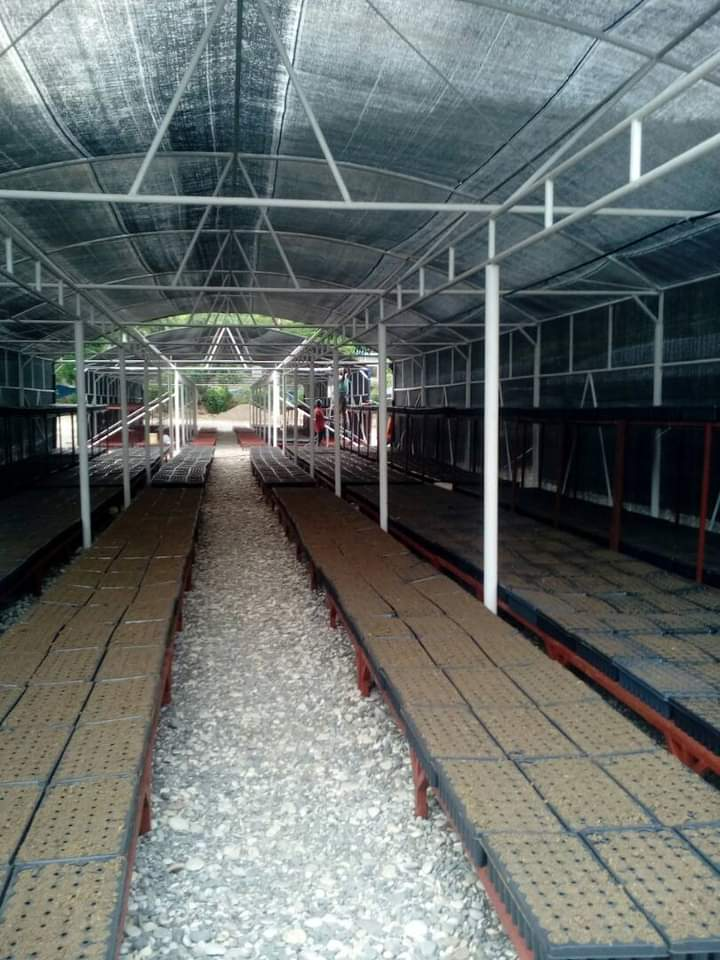
Plante au centre de germoplaste.